# Batalha de Kouri Bougoudi (2018)
A Batalha de Kouri Bougoudi ocorreu em 11 de agosto de 2018 e opôs o Exército Nacional do Chade contra os rebeldes do Conselho do Comando Militar para a Salvação da República (CCMSR).

## Prelúdio
Localizada no extremo norte do Chade, perto da fronteira com a Líbia, Kouri Bougoudi é uma área aurífera, onde os garimpeiros se reúnem desde 2012.
Segundo o porta-voz do Conselho do Comando Militar para a Salvação da República (CCMSR), Kingabé Ogouzeimi de Tapol, a ofensiva foi lançada em 8 de agosto a partir da Líbia. Os atacantes lideraram a expedição com 120 veículos, cada um transportando de 10 a 15 combatentes.

## Desenrolar
Na manhã do dia 11 de agosto de 2018, os rebeldes atacaram a localidade de Kouri Bougoudi (ou Kouri Bougri) com uma centena de veículos.
O CCMSR reivindica o ataque, depois a captura da localidade.
O estado-maior do exército chadiano, por sua vez, afirma, à tarde, ter repelido o ataque.
Esta foi a primeira grande incursão realizada por rebeldes chadianos em território chadiano desde o fim da guerra civil de 2005-2010.

## Perdas
Em um comunicado de imprensa publicado em 19 de agosto, o CCMSR reivindica um balanço de 73 mortos e 45 prisioneiros nas fileiras dos militares chadianos, contra quatro mortos e sete feridos em suas próprias forças.
O CCMSR afirma ainda deter três oficiais, incluindo um tenente-coronel, um comandante ou um coronel e um capitão, e solicita a sua troca por três dos seus dirigentes detidos em N'Djamena.
Não foi apresentado qualquer balanço pelo governo chadiano sobre as perdas de suas tropas, mas a AFP indica que pelo menos três membros das forças de segurança foram mortos durante o ataque, segundo fontes concordantes: um coronel do exército, um oficial de inteligência e um comissário de polícia.

## Sequência
O governo chadiano também acusou os garimpeiros de cumplicidade com a rebelião. Em 12 de agosto, em um comunicado à imprensa, o Ministro da Administração Territorial, Ahmat Mahamat Bachir, deu 24 horas para os garimpeiros que operam em Tibesti deixarem a área. Ele indicou que, após esse horário, serão dadas instruções às forças de defesa para evacuá-los.
Jérôme Tubiana, pesquisador do Small Arms Survey, acredita, no entanto, que não há indícios de que os garimpeiros sejam cúmplices dos rebeldes, alguns dos quais trabalham em nome dos militares chadianos, e as populações locais tubus permaneceram distantes das rebeliões chadianas anteriores.
No entanto, para Alexandre Bish, pesquisador da Global Initiative: “desde a descoberta do ouro em Tibesti em 2012-2013, há muitos combatentes que decidiram se tornar garimpeiros. Então você pode se tornar um garimpeiro e depois se tornar um combatente novamente, se a situação permitir”.
Em 22 de agosto, o CCMSR afirma ter realizado um ataque contra duas minas de ouro em Tarbou no dia anterior, mas o governo chadiano nega ter sido atacado.
Em 16 de agosto, o exército chadiano lançou uma operação para “limpar” a área dos garimpeiros. Nos dias 16 e 17 de agosto, a força aérea chadiana realizou bombardeios na região que feriram civis. Em meados de setembro, Kouri Bougoudi foi atingida por dois helicópteros.